# Jānis Vesmanis
Jānis Vesmanis, né le 3 mai 1878 dans le gouvernement de Courlande et mort le 13 juin 1942 dans l'une des sections du Goulag, est un diplomate et homme politique letton. 

## Biographie
Vesmanis est le premier ambassadeur de la jeune république de Lettonie en Russie, en 1920-1921. Le 18 mars 1921, il fait partie de la délégation lettonne à la signature du traité de Riga. Il est le député de la 1re Saeima de Lettonie en 1922-1925. Parallèlement, en 1923-1925, il devient le rédacteur en chef du journal Latvijas Vēstnesis et membre du conseil de la Banque de Lettonie.
Arrêté le 14 juin 1941, dans le cadre de la déportation des peuples en URSS, il est transporté directement au camp de Viatlag (ru) dans l'Oblast de Kirov. Jugé en 1942, pour son appartenance au parti du Centre démocratique  et en tant que le député de la Saeima, il est condamné à cinq ans de travaux forcés. Il meurt sur la 7e base de camps le 13 juin 1942.